# The End (album de Mika Nakashima)
Pour les articles homonymes, voir The End.
Albums de Nana starring Mika Nakashima
MUSIC
(2005) YES
(2007)
Singles
The End est un album de Nana starring Mika Nakashima, chanté par Mika Nakashima interprétant son personnage de Nana Ôsaki, chanteuse fictionnelle du film Nana. C'est le seul album de la chanteuse sorti sous cette identité, et son 7e album au total si l'on compte ses deux mini albums et sa compilation. Il est sorti sous le label Sony Music Associated Records le 13 décembre 2006 au Japon. Il atteint la 2e place du classement de l'Oricon. Il se vend à 80 616 exemplaires la première semaine, et reste classé 4 semaines, pour un total de 181 571 exemplaires vendus.
C'est le premier album de la chanteuse à avoir de nombreuses chansons avec une orientation rock ; il marque également la fin de son rôle de Nana Ôsaki.

## Liste des titres
| 1.  | Hitoiro (一色)              | Ai Yazawa                                                | Takuro            | 3:27 |
| 2.  | Eyes for the Moon           | Takuro                                                   | Takuro            | 3:39 |
| 3.  | Glamorous Sky               | Ai Yazawa                                                | Hyde              | 4:26 |
| 4.  | Blowing Out                 | Lori Fine (from Coldfeet), Mika Nakashima                | Lori Fine         | 3:27 |
| 5.  | My Medicine                 | Lori Fine                                                | Yasuhiro Minami   | 3:37 |
| 6.  | Neglest Mind                | mmm.31f.jp                                               | Hiroaki Ōno       | 3:57 |
| 7.  | Real World                  | mmm.31f.jp                                               | Teruyoshi Akiyama | 4:08 |
| 8.  | Isolation                   | mmm.31f.jp                                               | Yasuhiro Minami   | 4:42 |
| 9.  | Blood                       | mmm.31f.jp                                               | Shigekazu Koga    | 3:27 |
| 10. | Hitoiro (一色 (Altanative)) | Ai Yazawa                                                | Takuro            | 5:06 |
| 11. | My Way                      | Paul Anka, Lucien Marie Antoine Thibaut, Claude Francois | Jacques Revaux    | 4:19 |

Vinyl
| 1. | Hitoiro (一色)    | Ai Yazawa | Takuro | 3:27 |
| 2. | Eyes for the Moon | Takuro    | Takuro | 3:39 |
| 3. | Glamorous Sky     | Ai Yazawa | Hyde   | 4:26 |

| 1. | Blowing Out  | Lori Fine (from Coldfeet), Mika Nakashima | Lori Fine       | 3:27 |
| 2. | My Medicine  | Lori Fine                                 | Yasuhiro Minami | 3:37 |
| 3. | Neglest Mind | mmm.31f.jp                                | Hiroaki Ōno     | 3:57 |

| 1. | Real World | mmm.31f.jp | Teruyoshi Akiyama | 4:08 |
| 2. | Isolation  | mmm.31f.jp | Yasuhiro Minami   | 4:42 |
| 3. | Blood      | mmm.31f.jp | Shigekazu Koga    | 3:27 |

| 1. | Hitoiro (一色 (Altanative)) | Ai Yazawa                                                | Takuro         | 5:06 |
| 2. | My Way                      | Paul Anka, Lucien Marie Antoine Thibaut, Claude Francois | Jacques Revaux | 4:19 |